# Jan Richter (herec)
Jan Richter (6. května 1896 Praha, Rakousko-Uhersko – 11. září 1936 Praha, Československo) byl český herec.

## Život a dílo
Narodil se do rodiny Antonína Richtera a jeho manželky Kateřiny roz. Wildové. Měl ještě sestry Antonii (1888), Vilemínu (1891), Marii (1893–1894), Marii (1903–1982), která se provdala za herce Emana Fialu (1899–1970), a sestru Františku (1905). Měl i jednoho bratra Emanuela (1890–1914). Od dětství se věnoval ochotnickému divadlu. Do jeho rodiny se přiženil herec Eman Fiala, díky kterému se dostal k profesionálnímu herectví. Působil převážně v Divadle Vlasty Buriana (1925–1936).
Jan Richter měl výbornou paměť, díky tomu mohl v jakékoliv roli kdykoliv zaskočit. V divadle se uplatnil i díky pohotovým reakcím na improvizace herce Vlasty Buriana. Spolupracoval i s rozhlasem.
Ve filmu hrál od roku 1924, a až do své smrti 1936, natočil 68 filmů, v několika dostal i výraznou roli, vyšetřující komisař ve filmu To neznáte Hadimršku (1931), obchodník se psy Alois Kvíčala ve filmu Poslední bohém (1931), hostinský Palivec ve filmu Dobrý voják Švejk (1931), zpívající tovaryš v komedii Skalní ševci (1931).
Největšími filmovými rolemi byli komisní inspektor drah Jahn, v komedii s Vlastou Burianem, Funebrák (1932), svojí manželkou klamaný hajný Novák ve filmu Píseň o velké lásce (1932) a pokrývač A. Poledne v komedii Malostranští mušketýři (1932).
V roce 1934, pak sehrál větší roli pytláka Josefa, ve filmu Pozdní máj (1934), opilého redaktora hrál v komedii Klub tří (1935), v roce své smrti stihl natočit ještě 5 filmů, kdy výraznější byla postava dělníka Josefa Adama v dramatu Trhani (1936). Posledním filmem, kde si zahrál, byla komedie s Věrou Ferbasovou, Uličnice (1936), kde sehrál epizodku vězně. Tento film, měl premiéru více než měsíc po jeho smrti.
Dva týdny před smrtí, 26. srpna 1936, se v nemocnici Na Bulovce oženil s malířkou Blaženou Koulovou (* 1911). Jan Richter podlehl tuberkulóze plic dne 11. září 1936 v Praze.

## Role ve filmu (výběr)
- 1924 Chyťte ho!, lupič
- 1924 Dvojí život, karbaník
- 1925 Syn hor, vrátný
- 1925 Jedenácté přikázání, pan okresní
- 1926 Dobrý voják Švejk, Švejkův zákazník
- 1926 Pantáta Bezoušek, nádražní nosič
- 1926 Pohádka máje, obecní strážník
- 1927 Pražský kat, lupič Frank
- 1929 Tchán Kondelík a zeť Vejvara, host na křťinách
- 1930 Osudy dobrého vojáka Švejka
- 1931 Dobrý voják Švejk, hostinský Palivec
- 1931 Muži v offsidu, vrchní Patera
- 1931 To neznáte Hadimršku, vyšetřující komisař
- 1932 Funebrák, inspektor drah Jahn
- 1932 Lelíček ve službách Sherlocka Holmese, vrchní
- 1933 Vražda v Ostrovní ulici, vězeň
- 1934 Hej rup!, nezaměstnaný
- 1934 Pozdní máj, pytlák Josef
- 1935 Klub tří, opilý redaktor
- 1936 Komediantská princezna, hráč na činely
- 1936 Trhani, Adam
- 1936 Uličnice, vězeň